# Six Ugly
Albums de Dir En Grey
Kisou
(2002) Vulgar
(2003)
Six Ugly (シックス・アグリー) (stylisé en six Ugly) est un EP du groupe de rock japonais Dir En Grey sorti en 2002.

## Track listing
Toutes les paroles sont écrites par Kyo.
| No | Titre                                        | Musique | Durée |
| -- | -------------------------------------------- | ------- | ----- |
| 1. | Mr. Newsman                                  | Die     | 3:52  |
| 2. | Ugly                                         | Shinya  | 4:54  |
| 3. | Hades                                        | Kyo     | 3:24  |
| 4. | Umbrella                                     | Shinya  | 4:06  |
| 5. | Children                                     | Die     | 4:01  |
| 6. | Byou Shin (re-recorded) (秒深 (RE-RECORDED)) | Kaoru   | 5:37  |